# ミシェル・マルキン
ミシェル・マルキン（Michelle Malkin, 1970年10月20日 - ）は、アメリカ合衆国の政治評論家。フィリピン系アメリカ人。保守派のブロガーで、FOXニュースのコメンテーターである。